# 小鹿野町
小鹿野町（おがのまち）は、埼玉県の西部に位置し、秩父郡に属する町。

## 概要
埼玉県の西部に位置し、秩父盆地のほぼ中央に市街地を形成している。中心部の小鹿野地区は県内でもいち早く教育・交通・産業の振興など各分野で近代化が進められ、西秩父地域の中心地として発展してきた。町域の西側は日本百名山の両神山を中心とした秩父多摩甲斐国立公園や日本の滝百選に選ばれた丸神の滝のある県自然環境保全地域、県立両神自然公園、名峰二子山を擁する県立西秩父自然公園などの豊かな自然に恵まれた地域である。

## 地理
- 山：二子山、白石山（毘沙門山）、父不見山（ててみえずやま）[2]、明神山、両神山、四阿屋山
- 河川：赤平川、岩殿沢、尾ノ内沢、薄川、小森川

## 歴史
- 1869年（明治2年） - 上小鹿野村が小鹿野町と改称される。
- 1889年（明治22年）4月1日 - 町村制施行に伴い、秩父郡小鹿野町・下小鹿野村・伊豆沢村が合併し、小鹿野町（第1次）が成立する。
- 1955年（昭和30年）4月1日 - 小鹿野町・長若村が合併し、新たに小鹿野町（第2次）となる。
- 1956年（昭和31年）3月31日 - 小鹿野町・三田川村・倉尾村が合併し、新たに小鹿野町（第3次）となる。
- 2005年（平成17年）10月1日 - （旧）小鹿野町・両神村が合併し、新たに小鹿野町（第4次）となる。
- 2021年（令和3年）4月30日 - 小鹿野町役場小鹿野庁舎が老朽化の為閉庁。
- 2023年（令和5年）3月20日 - 小鹿野町役場新小鹿野庁舎が開庁（旧両神庁舎は両神振興会館となる）[3]。

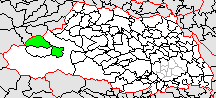
2005年9月30日以前の小鹿野町
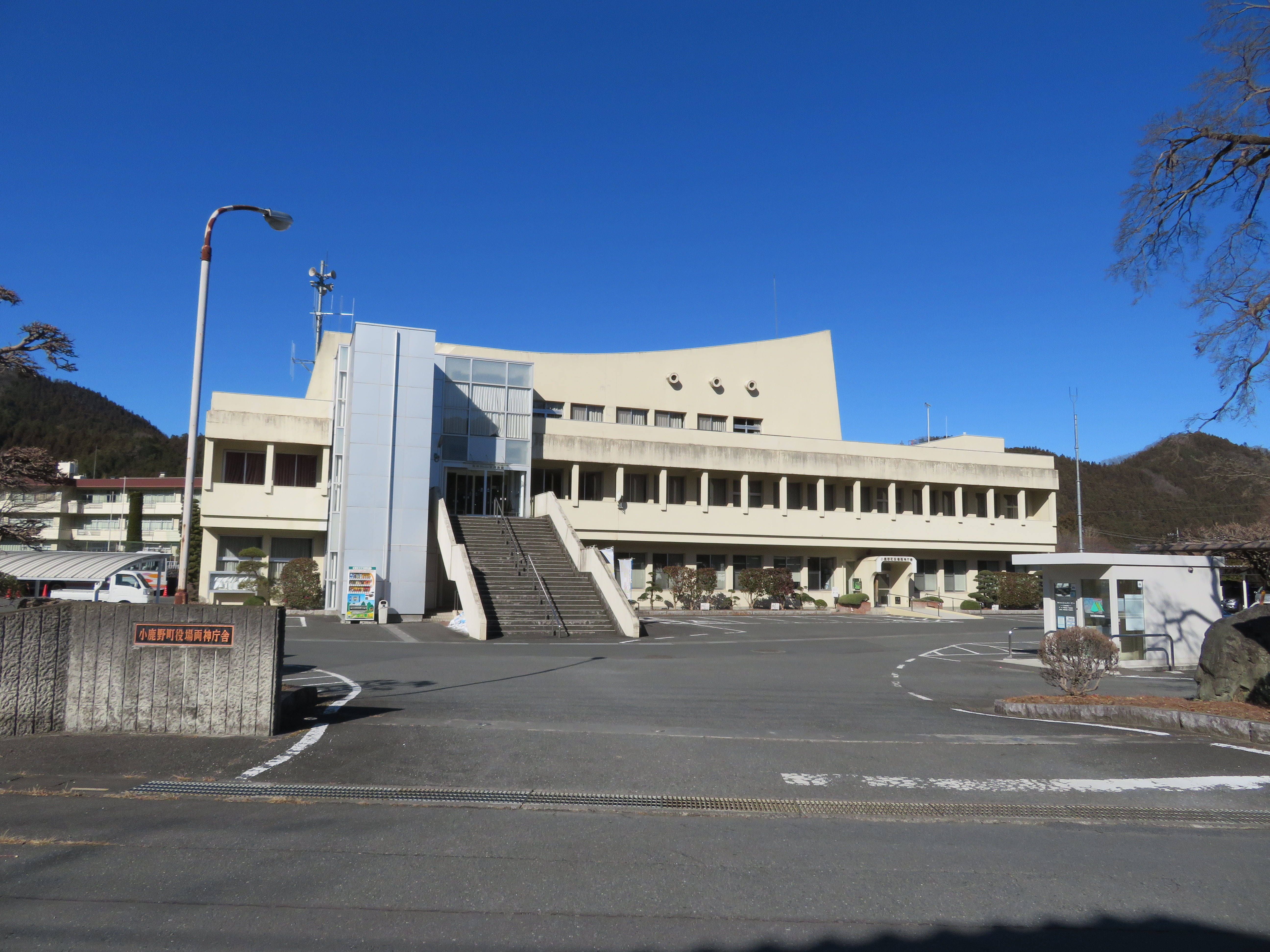
両神庁舎（旧両神村役場）
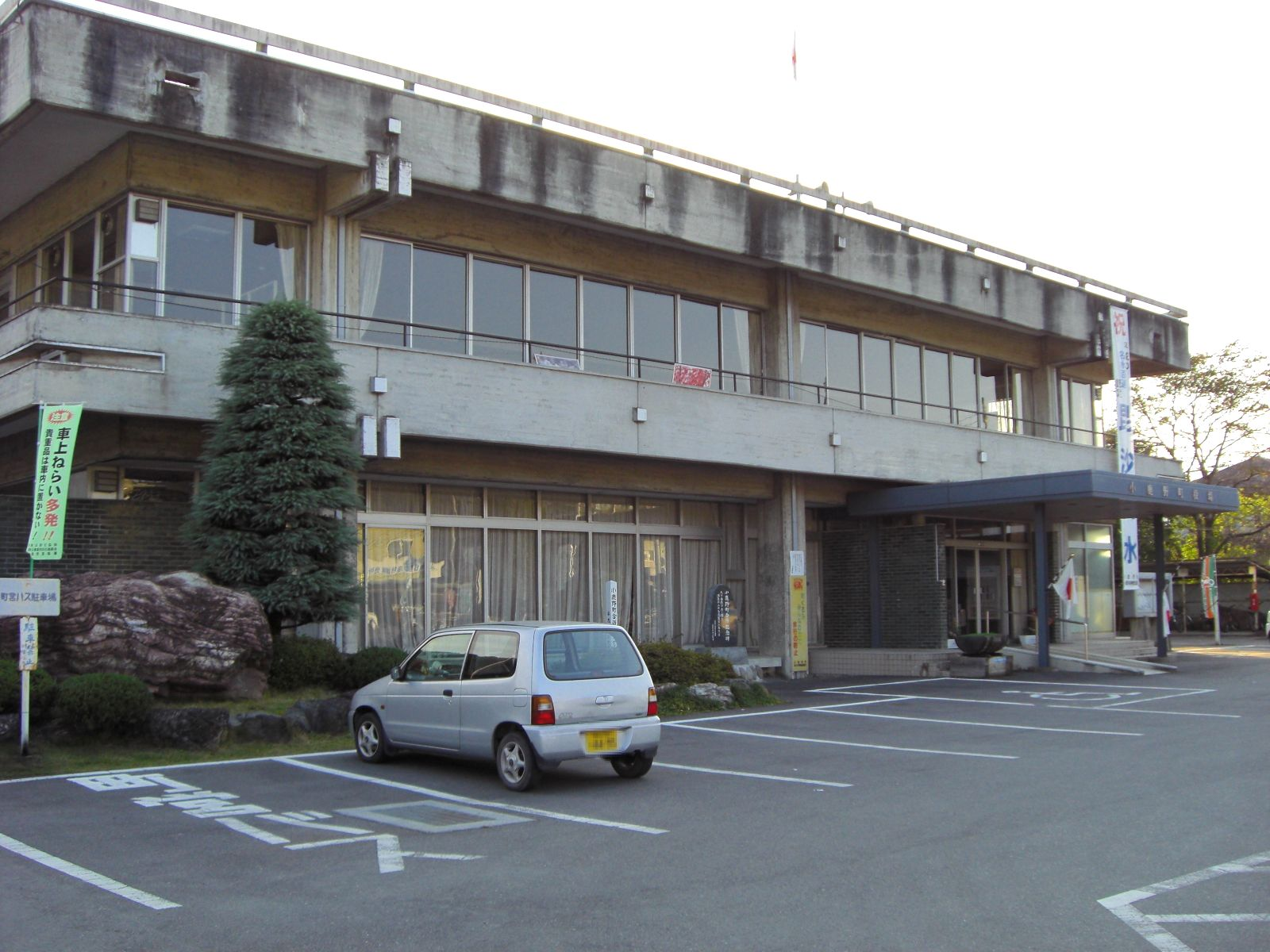
旧小鹿野町役場（2008年）
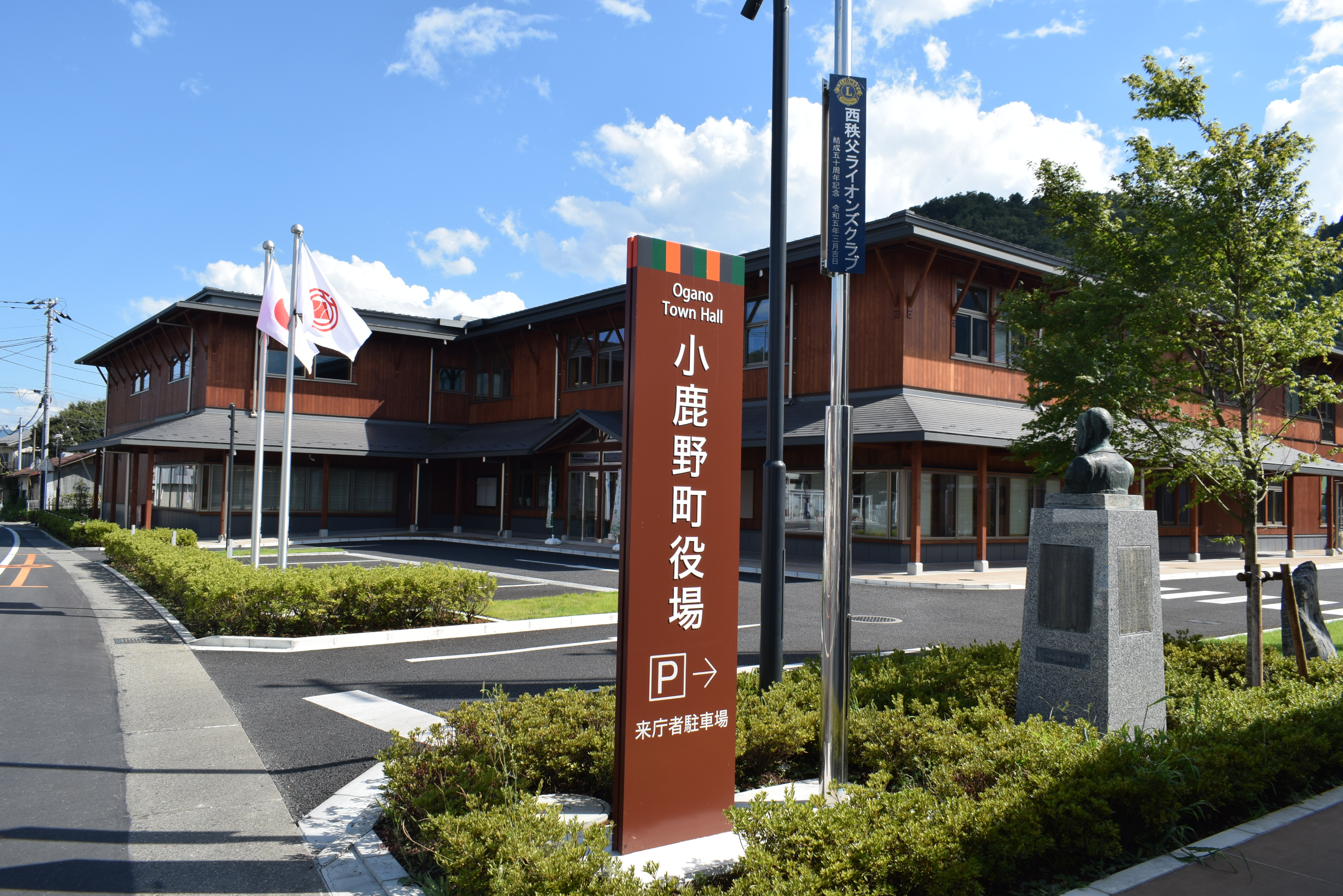
小鹿野町役場　2023年3月

### 町域の成立まで
| 明治2年以前 | 明治2年    | 明治22年4月1日 | 昭和30年4月1日 | 昭和31年3月31日 | 平成17年10月1日 | 現在     |
| ----------- | ---------- | -------------- | -------------- | --------------- | --------------- | -------- |
| 上小鹿野村  | 小鹿野町   | 小鹿野町       | 小鹿野町       | 小鹿野町        | 小鹿野町        | 小鹿野町 |
| 下小鹿野村  | 下小鹿野村 | 小鹿野町       | 小鹿野町       | 小鹿野町        | 小鹿野町        | 小鹿野町 |
| 伊豆沢村    | 伊豆沢村   | 小鹿野町       | 小鹿野町       | 小鹿野町        | 小鹿野町        | 小鹿野町 |
| 長留村      | 長留村     | 長若村         | 小鹿野町       | 小鹿野町        | 小鹿野町        | 小鹿野町 |
| 般若村      | 般若村     | 長若村         | 小鹿野町       | 小鹿野町        | 小鹿野町        | 小鹿野町 |
| 三山村      | 三山村     | 三田川村       | 三田川村       | 小鹿野町        | 小鹿野町        | 小鹿野町 |
| 飯田村      | 飯田村     | 三田川村       | 三田川村       | 小鹿野町        | 小鹿野町        | 小鹿野町 |
| 河原沢村    | 河原沢村   | 三田川村       | 三田川村       | 小鹿野町        | 小鹿野町        | 小鹿野町 |
| 藤倉村      | 藤倉村     | 倉尾村         | 倉尾村         | 小鹿野町        | 小鹿野町        | 小鹿野町 |
| 日尾村      | 日尾村     | 倉尾村         | 倉尾村         | 小鹿野町        | 小鹿野町        | 小鹿野町 |
| 薄村        | 薄村       | 両神村         | 両神村         | 両神村          | 小鹿野町        | 小鹿野町 |
| 小森村      | 小森村     | 両神村         | 両神村         | 両神村          | 小鹿野町        | 小鹿野町 |

## 人口
| |                                          |  |
| 小鹿野町と全国の年齢別人口分布（2005年） | 小鹿野町の年齢・男女別人口分布（2005年） |  |
| ■紫色 ― 小鹿野町 ■緑色 ― 日本全国 | ■青色 ― 男性 ■赤色 ― 女性                |  |
| 小鹿野町（に相当する地域）の人口の推移 \| 1970年（昭和45年） \| 16,477人 \| \| \| 1975年（昭和50年） \| 16,389人 \| \| \| 1980年（昭和55年） \| 16,190人 \| \| \| 1985年（昭和60年） \| 16,118人 \| \| \| 1990年（平成2年） \| 15,919人 \| \| \| 1995年（平成7年） \| 15,628人 \| \| \| 2000年（平成12年） \| 15,061人 \| \| \| 2005年（平成17年） \| 14,479人 \| \| \| 2010年（平成22年） \| 13,432人 \| \| \| 2015年（平成27年） \| 12,117人 \| \| \| 2020年（令和2年） \| 10,928人 \| \| |                                          |  |
| 総務省統計局 国勢調査より |                                          |  |
| 1970年（昭和45年） | 16,477人                                 |  |
| 1975年（昭和50年） | 16,389人                                 |  |
| 1980年（昭和55年） | 16,190人                                 |  |
| 1985年（昭和60年） | 16,118人                                 |  |
| 1990年（平成2年） | 15,919人                                 |  |
| 1995年（平成7年） | 15,628人                                 |  |
| 2000年（平成12年） | 15,061人                                 |  |
| 2005年（平成17年） | 14,479人                                 |  |
| 2010年（平成22年） | 13,432人                                 |  |
| 2015年（平成27年） | 12,117人                                 |  |
| 2020年（令和2年） | 10,928人                                 |  |

## 行政
- 町長：森真太郎（2017年10月30日就任、2期目）
- 前町長：福島弘文
- 前々町長：関口和夫

### 広域行政
- 秩父広域市町村圏組合：秩父市、秩父郡横瀬町、皆野町、長瀞町とともに消防・救急（秩父消防本部）、火葬場（秩父斎場）、水道事業等を共同で行っている。

## 経済
- 主な産業：農業
- 産業人口（旧・小鹿野町、2000年国勢調査による）
  - 第1次産業 - 388人(6.5%)
  - 第2次産業 - 2,758人(46.3%)
  - 第3次産業 - 2,811人(47.2%)

## 地域

### 教育
高等学校
- 埼玉県立小鹿野高等学校

中学校
- 小鹿野町立小鹿野中学校

小学校
- 小鹿野町立小鹿野小学校
- 小鹿野町立三田川小学校
- 小鹿野町立長若小学校
- 小鹿野町立両神小学校

幼稚園
- 小鹿野町立小鹿野幼稚園

### 公共施設
町の施設
- 小鹿野文化センター
  - 中央公民館
- 両神振興会館（旧小鹿野町役場両神庁舎）
- 両神ふるさと総合会館
  - 小鹿野町立図書館
  - 両神公民館
- 町立図書館分室（小鹿野町立小鹿野中学校内）
- 観光交流館 本陣
- 地域資源活用センター
- 小鹿野総合センター
- 倉尾ふるさと館
- おがの化石館
- みどりの村
- 尾ノ内自然ふれあい館
- 国民宿舎『両神荘』
- 柔剣道場
- 弓道場
- 町民体育館
- 日尾体育館
- 般若の丘・いきいき館
- 倉尾けんこう館
- 高齢者福祉センター
- 養護老人ホーム秩父荘
- 児童館
- おがのふれあい作業所
- 衛生センター(し尿処理施設)
- 保健福祉センター

県の施設
- 秩父ミューズパーク（小鹿野町及び秩父市に跨っている）
- 埼玉県山西省友好記念館『神怡館』（2018年3月末閉館）

### 医療施設
- 国民健康保険町立小鹿野中央病院

### 電話番号
市外局番は町内全域が「0494」。同一市外局番の地域との通話は市内通話料金で利用可能（秩父MA）。収容局は小鹿野局、河原沢局、秩父局、熊谷吉田局、上吉田局、両神局。

### 郵便番号
郵便番号は旧小鹿野町域が「368-01xx」（小鹿野郵便局）、旧両神村域が「368-02xx」（両神郵便局）である。

### 消防
- 秩父消防本部（秩父市）
  - 西分署
- 小鹿野町消防団

### 警察
- 小鹿野警察署（当町及び秩父市のうち旧吉田町の区域を管轄）

## 交通

### 鉄道
町内に鉄道路線は無い。鉄道を利用する場合の最寄り駅は、秩父鉄道の秩父駅・三峰口駅や、西武鉄道の西武秩父駅など。
西武秩父線を軽井沢へ延伸する際に小鹿野にも延伸する構想があったという噂があったが、西武鉄道常務取締役を務めた長谷部和夫によると、「これは全くのデマで、当社としては与り知らぬこと(で)あります。ただし、長尾根地区の開発に絡んで西武秩父駅から空中索道などによる何らかの交通機関を検討していたのを地元の方々が希望を交え、このようなことが言われはじめたのではないかと考えられます。」と否定している。

### バス路線
- 西武観光バス

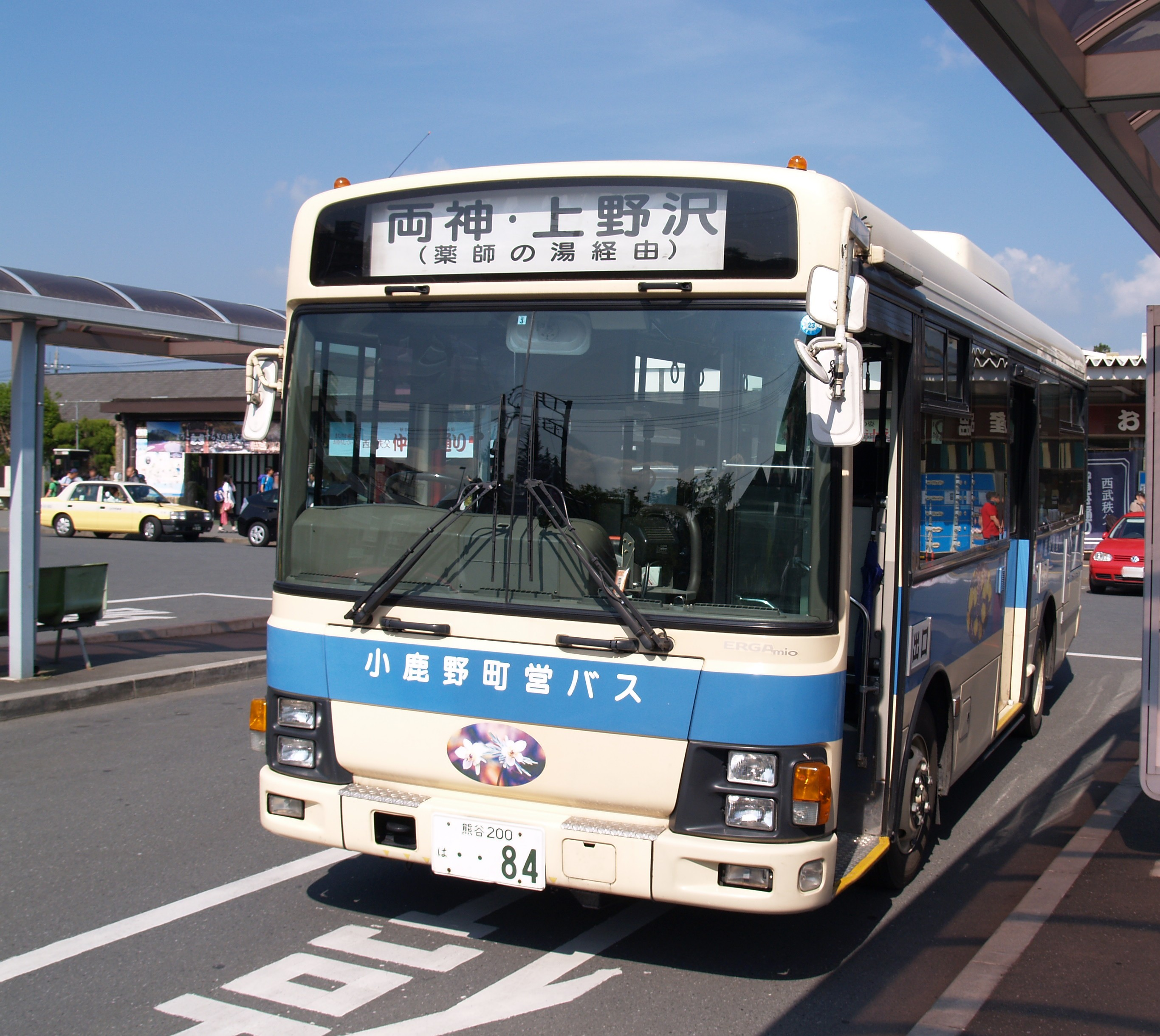
小鹿野町営バス（西武秩父駅前にて、2010年6月）

  - 小鹿野・栗尾線 （西武秩父駅 - 秩父駅 - 小鹿野車庫 - 栗尾）
  - 志賀坂線 （小鹿野役場 - 坂本）
  - 倉尾線 （小鹿野役場 - 長沢）
- 小鹿野町営バス
  - 日向大谷・三峰口線 （日向大谷口 - 三峰口駅）
  - 白井差口線 （白井差 - 両神温泉薬師の湯 - 小鹿野町役場）
  - 西武秩父駅線 （両神温泉薬師の湯 - 小鹿野町役場 - 西武秩父駅）

小鹿野町営バスは旧両神村との合併を行う際に旧両神村営バスとも合併し、現在は旧両神村営バスの路線も小鹿野町営バスが継承している。

### タクシー
タクシーの営業区域は秩父交通圏で、秩父市・横瀬町・皆野町・長瀞町と同じエリアとなっている。

### 道路
一般国道
- 国道299号

県道
主要地方道
- 埼玉県道37号皆野両神荒川線
- 埼玉県道43号皆野荒川線

一般県道
- 埼玉県道209号小鹿野影森停車場線
- 埼玉県道279号両神小鹿野線
- 埼玉県道282号藤倉吉田線
- 埼玉県道283号下小鹿野吉田線
- 埼玉県道367号薄小森線

## 名所・旧跡・観光・祭事
- 秩父三十四箇所
  - 三十一番 鷲窟山観音院
  - 三十二番 般若山法性寺
- 秩父七福神
  - 鳳林寺
  - 圓福寺
- 法養寺 薬師堂 - 日本三体薬師の1つ
- 両神山：日本百名山
- 丸神の滝：日本の滝百選
- 毘沙門水：平成の名水百選
- 両神国民休養地：森林浴の森百選

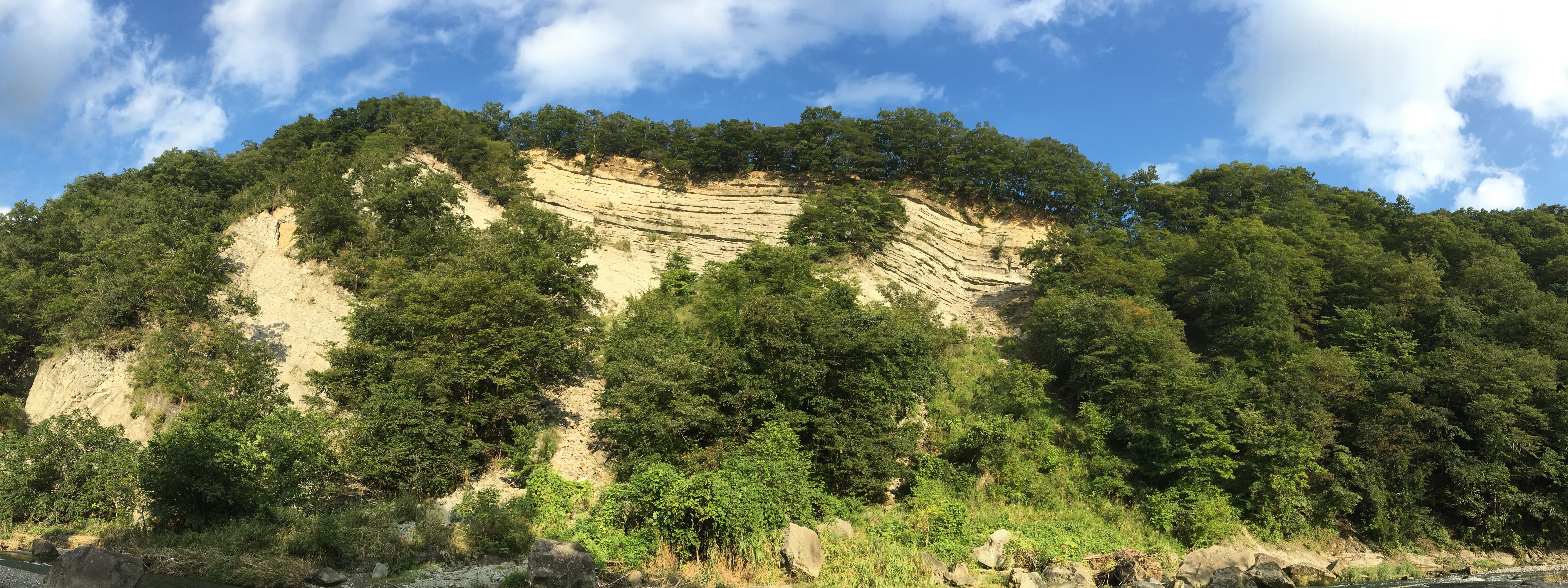
ようばけ

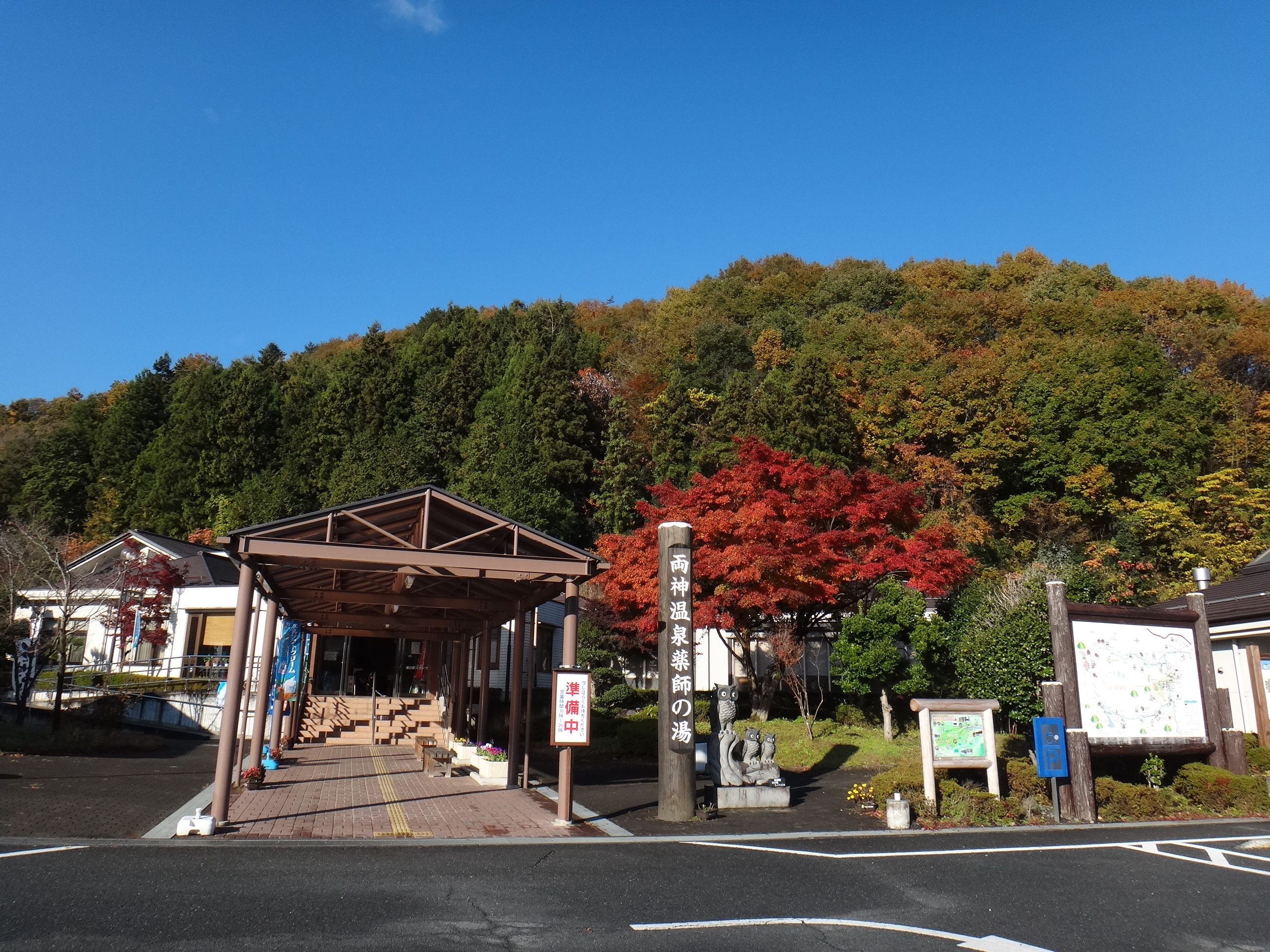
道の駅両神温泉薬師の湯

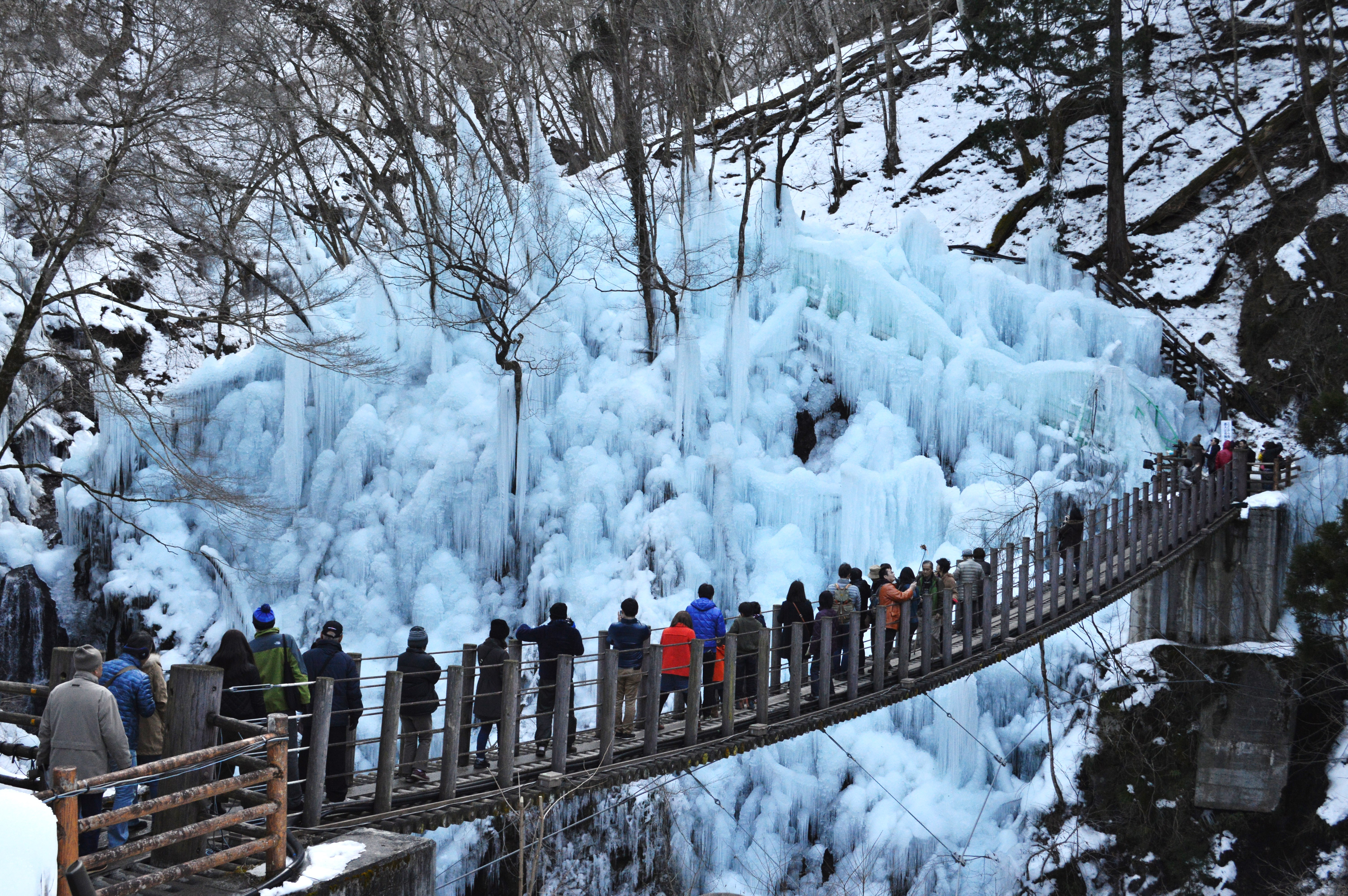
尾ノ内渓谷の氷柱

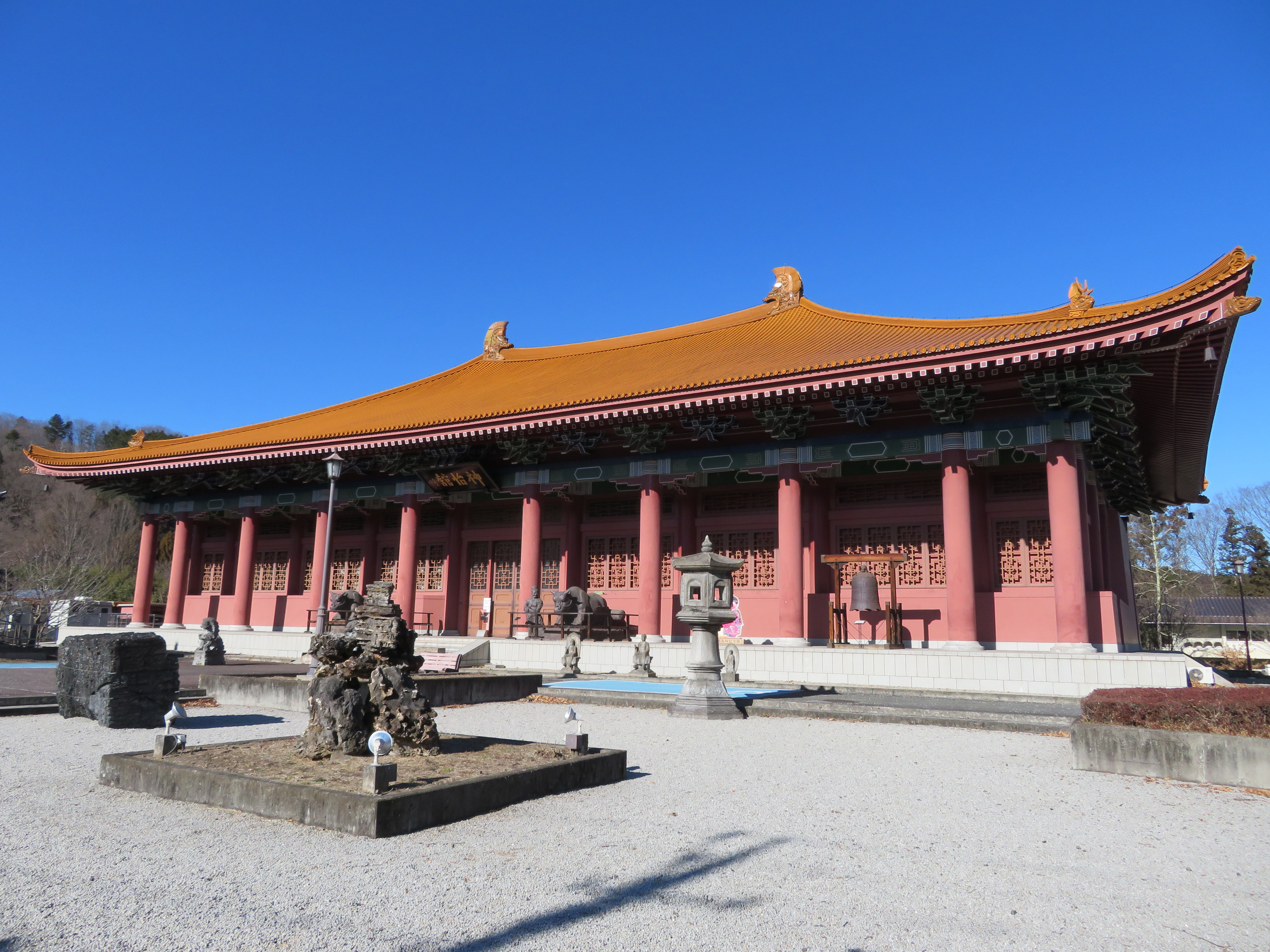
クライミングパーク「神怡舘」

- ようばけ：日本の地質百選（古秩父湾堆積層及び海棲哺乳類化石群）
- 両神堂上のセツブンソウ自生地：面積日本一
- 両神薄ダリア園（両神山麓花の郷）
- おがの化石館
- 観光交流館「本陣」：宮沢賢治が投宿したことのある旧旅館建物
- 尾ノ内渓谷（秩父路三大氷柱、尾ノ内の氷柱）
- 尾ノ内自然ふれあい館
- 岩殿沢
- 二子山
- 地蔵寺（水子観音。盂蘭盆会・花火大会）
- 小鹿野歌舞伎
- ジャンボひょうたん
- 小鹿野囃子
- 両神温泉
  - 道の駅両神温泉薬師の湯
- 小鹿野温泉
- 秩父ミューズパーク
- 小鹿野バイクの森
- クライミングパーク神怡舘
- 甲源一刀流発祥の地：江戸時代の逸見道場が現存している
- 小鹿神社春祭り（4月第3土曜日）秩父三大春まつりのひとつ。
- 小鹿野夏祭り（7月21・22日）
- 小鹿野七夕祭り（8月第1土曜日）
- ふるさとまつり（11月3日）
- 鉄砲祭り（12月第2日曜日）

- 福寿草、ニリンソウ、ハナショウブ、ロウバイ、ヤシオツツジセツブンソウ等の花
- わらじカツ丼（タレかつ丼の一種）

## 小鹿野歌舞伎
約二百数十年前の江戸時代中頃に始められた。町内には寛政4年（1793年）に歌舞伎を上演した記録も残る。文化・文政期（1804〜30年）に活躍した初代坂東彦五郎が一座芝居を組織し、その後“勇佐座”“天王座”“大和座”と引き継がれ、秩父地域はもとより群馬県まで興行を行っていた。映画・テレビの影響を受け、昭和30年代以降は衰退の時期を迎えたが、旧大和座系の役者と町内各地で地芝居を続けてきた人たちが合同して小鹿野歌舞伎保存会を結成（1973年）、1975年には埼玉県無形民俗文化財の指定を受けている。なお、森真太郎町長は令和2年（2020年）のテレビ埼玉「埼玉政財界人チャリティ歌謡祭」に初出場、その際に小鹿野歌舞伎のメイクと衣装を纏ったことが大きな話題となった。
町内では、十六・小鹿野・津谷木・奈倉・上飯田・両神小森に伝承され、それぞれ地元の神社の祭に氏子が中心となって歌舞伎を演じている。町内には常設舞台が10箇所程度残り、掛け舞台や祭り屋台（山車）に芸座・花道を張り出す舞台もある。近年は子ども歌舞伎、高校生の歌舞伎、奈倉女歌舞伎などの活躍も見られる。衣装・かつら・下座・化粧・振り付けなどすべて町民でこなし、地芝居のデパートとも言われている。

## 花について
小鹿野の花の名所に咲く花は、自生の山野草が多い。
- 1月上旬 ロウバイ：両神国民休養地
- 2月中旬〜3月上旬 フクジュソウ：両神国民休養地
- 3月上旬〜下旬  セツブンソウ：両神小森の堂上節分草自生地（日本一の面積規模）
  - セツブンソウの花が終わるころ、同じ敷地内でアズマイチゲが見ごろとなる。
- 3月下旬〜4月中旬 カタクリ：馬上地内
- 4月 ハナモモ：岩殿沢の花桃街道（1kmにわたり数千本の花桃が見られる）
- 5月 アカヤシオツツジ：両神山
  - 両神山や二子山では、この時期にニリンソウやシャクナゲなどの自生も見られる。
- 6月上旬 ハナショウブ：両神国民休養地内
- 8月〜10月 ダリア：両神山麓花の郷
- 9月上旬 シュウカイドウ：札所31番紫雲山地蔵寺
- 11月 紅葉：町内全域
  - 両神小森の丸神の滝の紅葉は特に有名で、赤や黄色の紅葉と落差76mの雄大な滝が織り成す風景は圧巻

## オートバイによるまちおこし事業

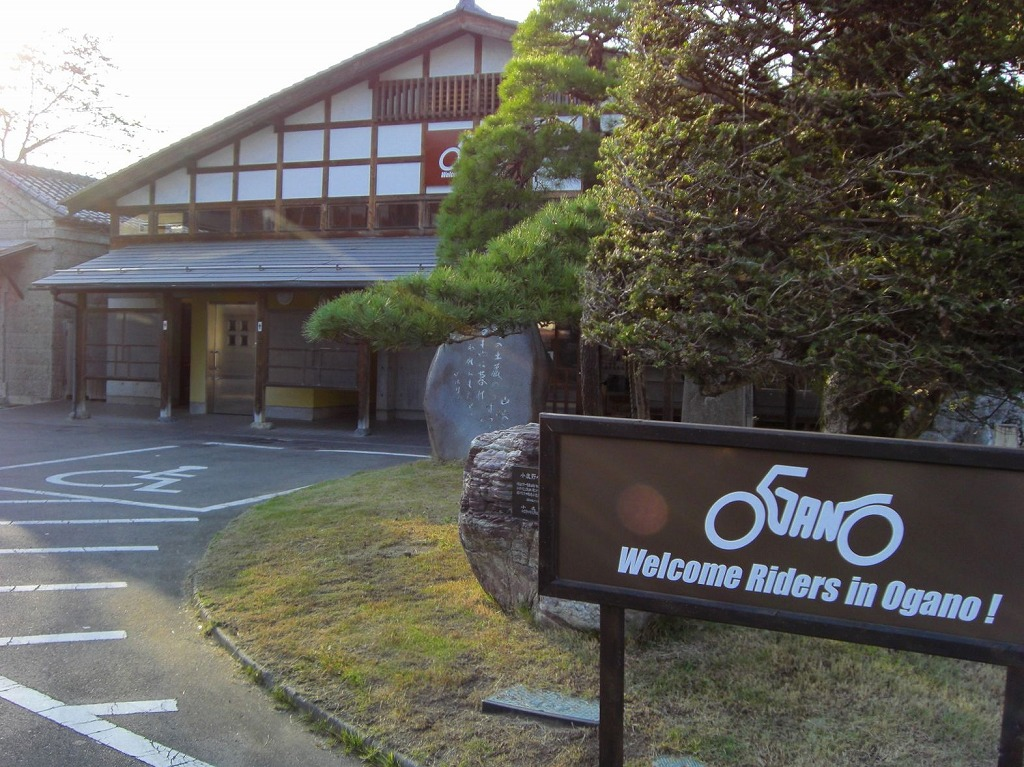
「ライダー歓迎」の看板を掲げた役場前の公衆トイレ

小鹿野町を訪れるツーリングライダーが年々増加していることから2008年度より「オートバイによるまちおこし事業」を立ち上げ、町ぐるみでライダーを暖かく迎え気持ちよく帰ってもらい新しい仲間とまた訪れてもらおうという趣旨でさまざまな取り組みを行っており、オートバイを趣味とすることで知られるタレントの山口良一を「小鹿野観光大使」に委嘱している。
- 2008年10月11日 - 道の駅両神温泉薬師の湯に二輪車専用駐車場を開設[7]。
- 2009年5月2日 - オートバイを専門とした博物館「バイクの森おがの」が開館（2010年閉館）
- 2021年3月 - バイクの森おがの跡地に「小鹿野バイクの森」が開業。

## 出身有名人
- 新井智（元プロ野球選手）
- 大谷藤子（作家）
- 剣武輝希（大相撲力士）

## 関連文献
- 「伊豆澤村」『新編武蔵風土記稿』 巻ノ261秩父郡ノ16、内務省地理局、1884年6月。NDLJP:764014/68。
- 「上小鹿野村」『新編武蔵風土記稿』 巻ノ261秩父郡ノ17、内務省地理局、1884年6月。NDLJP:764014/71。
- 「下小鹿野村」『新編武蔵風土記稿』 巻ノ261秩父郡ノ17、内務省地理局、1884年6月。NDLJP:764014/73。